# Conservatorio Lucio Campiani
Il Conservatorio Lucio Campiani è un istituto superiore di studi musicali fondato a Mantova nel 1777.

## Storia
L'atto ufficiale che istituì la prima Scuola popolare di musica di Mantova fu il Regio Dispaccio di Maria Teresa d'Austria del 2 gennaio 1777. La gestione fu affidata alla Reale Accademia di Scienze e Belle Lettere, l'odierna Accademia Nazionale Virgiliana di Scienze Lettere ed Arti; essa ereditò così l'attività musicale dell'Accademia degli Invaghiti e  dell'Accademia degli Invitti (poi dei Timidi).
Dopo la trentennale direzione del maestro Mattia Milani, l'insegnamento proseguì con insegnanti privati fino al 1834 quando venne riattivata una nuova scuola con tre distinte sezioni: Canto, strumenti ad arco e strumenti a fiato. Come sede fu scelto il Palazzo dell'Accademia, che avrebbe ospitato le scuole di musica nelle sue varie forme fino al 2012. Il 26 novembre 1864 la Congregazione Municipale istituì la scuola Comunale di musica il cui funzionamento, dopo tre anni alle dipendenze della Accademia Virgiliana, fu assicurato dal comune di Mantova. La Giunta comunale il 18 agosto 1925 dedicò la Scuola Comunale di Musica al maestro Lucio Campiani, della quale fu primo direttore fino al 1º ottobre 1905. Altri illustri docenti furono Francesco Comencini, Alessandro Antoldi, Cesare Rossi. Con la direzione di Narciso Sabbadini, nel 1972 l'istituto acquisì il prestigioso titolo di Conservatorio di Stato come sede staccata del Conservatorio di Musica "Arrigo Boito" di Parma. L'autonomia venne riconosciuta al Conservatorio di Mantova dal 1980.
Nel 2012 si è completato il trasferimento nell'attuale sede di Via Conciliazione, l'ex convento di Santa Maria della Misericordia delle monache Serve di Maria. Fondato nel 1497, fu trasformato in caserma nel 1797, sotto la Repubblica Cisalpina; nel secondo '900 ospitò alcune scuole, fino alla fine del secolo.
La ristrutturazione della chiesa conventuale ne ha rispettato la divisione in due parti: la più grande (originariamente riservata alla comunità claustrale) è diventata un moderno auditorium dedicato a Claudio Monteverdi; la più piccola (adiacente alla strada) è ora un foyer con esposti antichi strumenti musicali. Il resto dell'edificio si articola intorno a due chiostri: da quello maggiore si accede tra l'altro a due aule d'organo, dedicate a Girolamo Cavazzoni (con recente organo di Glauco Ghilardi) e a Cesare Rossi, e alla biblioteca "Luigi Gatti".